# Johann Friedrich Trautschold

Johann Friedrich Trautscholdt, Eisenguss nach Porträtbüste von Ernst Rietschel im Kunstgussmuseum Lauchhammer

Johann Friedrich Trautscholdt (* 8. Juli 1773 in Pößneck; † 5. Mai 1842 in Lauchhammer) war Oberfaktor, Hüttenmeister und Unternehmenschronist am Eisenwerk Lauchhammer. Als Förderer des plastischen Eisengusses arbeitete er eng mit Daniel Rauch, Ernst Rietschel u. a. Bildhauern zusammen. Ernst Rietschel heiratete Trautscholdts Tochter Albertine Agnes (11. Februar 1811 in Lauchhammer – 11. Juli 1834 in Dresden).

## Leben
Er war der Sohn des Schulrektors. Mit 14 Jahren kam er als Lehrling in eine Ausschnitt- und Wollhandlung nach Querfurt, 1795 als Commis nach Leipzig in Schwägrigens Handlung. „Als er vernahm, dass sein Großvater, der kurfürstliche Bergmeister Gläser zu Großkamsdorf, für das Eisenwerk Lauchhammer einen Kontroleur vorschlagen solle, trieb ihn, da er ohne bares Vermögen im Kaufmannstande wenig Aussicht zu selbstständiger Stellung wahrnahm, die Ahnung, dass ihm damit eine neue und angemessenere Laufbahn eröffnet werde, zu dem raschen Entschlusse, zu dieser Stelle sich zu melden.“ 1796 trat er an die Stelle von Samuel Clormuß. Er begann eine geordnetere kaufmännische Buchführung einzurichten, interessierte sich jedoch auch für die Naturwissenschaften und regte zahlreiche Verbesserungen an. 1798 wurde er Buchhalter und nach Entlassung des Hüttenverwalters Lohrisch übernahm er die Leitung der Werke Lauchhammer und Burghammer. 1801 wurde er zum Oberfaktor ernannt.
Im November 1800 begründete er die Hüttenfeste mit einem Fackelzug von Lauchhammer nach Mückenberg. Am 13. Juli 1802 heiratete er in Wittenberg die Verlobte seines verstorbenen Freundes, Jakobine Henriette Ernestine Wiesand (18. Juni 1781 – 22. September 1845). 1805 ging die Leitung der Werke an den Sohn des Prinzipals, Detlev von Einsiedel, über. Trautscholdt blieb jedoch an leitender Stelle in der Firma und schrieb die „Geschichte und Feier des ersten Jahrhunderts des Eisenwerkes Lauchhammer“, worin er auch auf die von ihm bewirkten Verbesserungen eingeht.
Trautscholdt hatte zwei Söhne und sechs Töchter. Eine der Töchter heiratete 1820 den Hüttenverwalter George, eine andere seinen Kollegen J.G. Alex. Sein Sohn Eduard arbeitete an seiner Seite als Gehilfe. 1832 feierte er die „Kleeblatt-Hochzeit“ von dreien seiner Kinder. 1832 übergab er die Leitung der Werke an seinen Schwiegersohn, den Oberhüttenmeister Alex.

## Bildnis
- SLUB